# Quatuor Artis
Pour les articles homonymes, voir Artis (homonymie).
Le Quatuor Artis est un quatuor à cordes autrichien fondé à Vienne en 1980.

## Historique
Le Quatuor Artis est un quatuor à cordes autrichien fondé en 1980 par quatre jeunes musiciens étudiants à l'Académie de musique de Vienne.
Lauréat des concours internationaux de Cambridge/EBU en 1983, d'Évian en 1984 et de Yellow Springs en 1985, le quatuor travaille à Cincinnati avec le Quatuor LaSalle en 1984 et 1985, grâce à une bourse Friedlander,.
À compter de 1985, l'ensemble entame une carrière internationale qui le conduit sur les plus grandes scènes du monde (Paris, Berlin, Tokyo, Londres, New York, Amsterdam) et dans les plus grands festivals (Salzbourg, Ravinia (en), Schleswig-Holstein, Prades, Lockenhaus),,.
Invité par la Gesellschaft der Musikfreunde de Vienne, le Quatuor Artis a, depuis 1988, sa propre série de concerts au Musikverein,.
En dehors du répertoire traditionnel pour quatuor à cordes et de plusieurs créations, l'ensemble se consacre notamment à l'interprétation des œuvres de compositeurs autrichiens (Zemlinsky, Weigl, Berg, Webern) et depuis 2003 est l'un des rares quatuors à se produire debout.
Les membres du Quatuor enseignent aux Universités de Vienne et Graz,.

## Membres
Les membres de l'ensemble sont ou ont été :
- premier violon : Peter Schuhmayer, qui joue sur un violon de Johann Rombach de 2001 ou de Philipp Keller de 1907[6] ;
- second violon : Manfred Honeck (1980-1982), puis Johannes Meissl (depuis 1982), qui joue sur un violon d'Andrea Guarneri de 1690 mis à sa disposition par la Banque nationale d'Autriche[6] ;
- alto : Herbert Kefer, qui joue sur un alto de Guadagnini de 1784 mis à sa disposition par la Banque nationale d'Autriche[6] ;
- violoncelle : Othmar Müller, qui joue sur un violoncelle d'Andrea Amati de 1573 mis à sa disposition par la Banque nationale d'Autriche[6].

## Créations
Le Quatuor Artis est le créateur de plusieurs œuvres, de Helmut Eder (de) (Quatuor no 4, 1991), Gottfried von Einem (Quatuor no 5 « Festina lente », 1992), Iván Erőd (Quatuor no 3, 2004) et Thomas Larcher (Quatuor), notamment.
L'ensemble est également dédicataire du Quatuor no 2 de Richard Dünser (en) et du Quatuor no 4 de Thomas Pernes (en).

## Discographie
La discographie du Quatuor Artis recouvre un vaste répertoire, enregistré chez Accord (Mendelssohn, Magnard, Wolf), puis pour Sony (Mozart, Brahms, Dvorak, Smetana, Schubert, Schumann, Gielen, Webern), pour Nimbus (Brahms, Kreisler, Schulhoff, Weigl, Wellesz, Zemlinsky) et pour Orfeo (Berg, Brahms, Mittler (en), Pleyel, von Einem, Schoenberg).
Ces gravures ont reçu d'importantes distinctions internationales, dont plusieurs Diapasons d'Or, notamment.